# Caraguata guatemalensis
Caraguata guatemalensis es un coleóptero de la familia Chrysomelidae.
Fue descrita científicamente por primera vez en 1892 por Jacoby.